# An Nam đô hộ phủ
An Nam đô hộ phủ (chữ Hán: 安南都護府) là tên gọi một vùng lãnh thổ nằm dưới quyền kiểm soát của nhà Đường giai đoạn 679–866, tương ứng với một phần tây nam Quảng Tây (Trung Quốc), miền Bắc và miền Trung Việt Nam ngày nay, có địa bàn từ Hà Tĩnh trở ra.

## Hành chính
Tháng 8 năm Điều Lộ thứ nhất (679), nhà Đường đổi Giao Châu đô đốc phủ (lập năm 624) thành An Nam đô hộ phủ, bao gồm 12 châu với 59 huyện:
- Giao Châu
- Lục Châu
- Phong Châu
- Ái Châu
- Hoan Châu
- Trường Châu
- Phúc Lộc Châu
- Thang Châu
- Chi Châu
- Vũ Nga Châu
- Diễn Châu
- Vũ An Châu
- Các châu kimi

## Tên gọi
Năm 757, nhà Đường đổi là An Nam đô hộ phủ, chín năm sau lấy lại tên cũ. Năm 825, lị sở An Nam đô hộ phủ đặt tại Tống Bình (Hà Nội ngày nay). Chức quan đứng đầu An Nam đô hộ phủ là Kinh lược sứ. An Nam đô hộ phủ không được xem ngang hàng như các "quân" - đơn vị hành chính ở Trung Quốc đương thời. Cho tới năm 866, Đường Ý Tông theo thỉnh cầu của Cao Biền, thăng An Nam đô hộ phủ làm Tĩnh Hải quân.

## Lịch sử
Năm 687, các thủ lĩnh bản địa là Lý Tự Tiên và Đinh Kiến nổi dậy, giết chết vị quan nhà Đường là Lưu Diên Hựu. Nhà Đường phái Tào Huyền Tĩnh sang trấn áp.
Cuối thế kỷ 7, đạo Hồi và người Ả rập đã có mặt tại Giao Châu.
Năm 713, Mai Thúc Loan lãnh đạo một cuộc nổi dậy của bản địa, chiếm được lị sở Tống Bình, giữ được độc lập trong vòng 10 năm. Nhà Đường phải huy động 10 vạn quân mới tái chiếm được.
Năm 757 - 758, các thương nhân người Ba Tư và Ả Rập nổi dậy làm loạn ở thành Tống Bình.
Năm 761 -767, Abe no Nakamaro (阿倍仲麻呂, tức là Triều Hành) người Nhật Bản du học và làm quan cho nhà Đường được cử làm người đứng đầu An Nam đô hộ phủ.
Năm 767, các thế lực quân sự Srivijaya từ đảo Java (các tư liệu lịch sử cũ gọi là Chà Và) tấn công vào Chu Diên.
Năm 791, hào trưởng bản địa là Phùng Hưng, đánh chiếm được thành Tống Bình, giữ độc lập được một thời gian.
Cuối thế kỷ 8, Cảnh giáo đã xuất hiện tại Giao Châu.
Đầu thế kỷ 9, Hoàn vương quốc (tiền thân là Lâm Ấp) tấn công biên giới phía Nam. Năm 808, tiết độ sứ là Trương Chu tấn công Hoàn vương quốc và giành thắng lợi.
Năm 819, thủ lĩnh bản địa là Dương Thanh nổi dậy giết quan nhà Đường là Lý Tượng Cổ, giữ được 2 năm thì bị dẹp.
Từ năm 846, Nam Chiếu nhiều lần tấn công An Nam đô hộ phủ. Mãi đến năm 866, Cao Biền mới đánh lui được hoàn toàn quân Nam Chiếu.

## Trong quan hệ ngoại giao đời sau
Khác với tên gọi Tĩnh Hải quân sau đó chỉ được các triều đình phương Bắc dùng làm một tên gọi Việt Nam trong vòng 50 năm sau khi tên gọi này chấm dứt (968), tên gọi An Nam được các triều đình phương Bắc dùng gần như suốt thời kỳ quân chủ để gọi Việt Nam.
Dù không còn là "đô hộ phủ" khi Việt Nam đã chính thức độc lập, có quốc hiệu và niên hiệu riêng, tên gọi "An Nam" vẫn được dùng trong quan hệ ngoại giao với Trung Quốc. Nhiều vua Việt Nam từ thời Lý tới thời Tây Sơn đã nhận danh hiệu An Nam quốc vương do vua Trung Quốc phong.

## Những người đứng đầu
Trong thời gian tồn tại từ năm 679 đến 866, An Nam đô hộ phủ gồm có những người đứng đầu (với chức danh khác nhau) sau đây (danh sách không đầy đủ, những người chết vì cuộc chiến tại An Nam đô hộ phủ có tên in nghiêng):
| Thứ tự | Thời vua                                          | Chức danh                           | Tên họ          | Niên đại |
| ------ | ------------------------------------------------- | ----------------------------------- | --------------- | -------- |
| 1      | Đường Cao Tông                                    | đô đốc                              | Lưu Diên Hựu    | 681-687  |
| 2      | Đường Huyền Tông                                  | Đô hộ                               | Quang Sở Khách  | 722-?    |
| 3      | Đường Huyền Tông                                  | Đô hộ                               | Triều Hành      | 761-767  |
| 4      | Đường Đại Tông                                    | Kinh lược sứ                        | Trương Bá Nghi  | 767-777  |
| 5      | Đường Đại Tông, Đường Đức Tông                    | Đô hộ                               | Ô Sùng Phúc     | 777-787  |
| 6      | Đường Đức Tông                                    | Đô hộ                               | Trương Đình     | 788-789  |
| 7      | Đường Đức Tông                                    | Đô hộ                               | Bàng Phục       | 789-790  |
| 8      | Đường Đức Tông                                    | Đô hộ                               | Cao Chính Bình  | 790-791  |
| 9      | Đường Đức Tông                                    | Đô hộ                               | Triệu Xương     | 792-802  |
| 10     | Đường Đức Tông                                    | Đô hộ                               | Bùi Thái        | 802-803  |
| 11     | Đường Đức Tông, Đường Thuận Tông, Đường Hiến Tông | Đô hộ                               | Triệu Xương     | 804-806  |
| 12     | Đường Hiến Tông                                   | Đô hộ                               | Trương Chu      | 806-810  |
| 13     | Đường Hiến Tông                                   | Đô hộ                               | Mã Tống         | 810-813  |
| 14     | Đường Hiến Tông                                   | Đô hộ                               | Trương Lệ       | 813      |
| 15     | Đường Hiến Tông                                   | Đô hộ                               | Bùi Hành Lập    | 813-817  |
| 16     | Đường Hiến Tông                                   | Đô hộ                               | Lý Tượng Cổ     | 818-819  |
| 17     | Đường Hiến Tông                                   | Đô hộ                               | Quế Trọng Vũ    | 820      |
| 18     | Đường Hiến Tông                                   | Đô hộ                               | Bùi Hành Lập    | 820      |
| 19     | Đường Mục Tông                                    | Đô hộ                               | Vương Thừa Điển | 822      |
| 20     | Đường Mục Tông, Đường Kính Tông                   | Đô hộ                               | Lý Nguyên Hỷ    | 822-826  |
| 21     | Đường Văn Tông                                    | Đô hộ                               | Hàn Ước         | 827-828  |
| 22     | Đường Văn Tông                                    | Đô hộ                               | Trịnh Xước      | 831-832  |
| 23     | Đường Văn Tông                                    | Đô hộ                               | Lưu Mân         | 833      |
| 24     | Đường Văn Tông                                    | Đô hộ                               | Hàn Hy          | 834-835  |
| 25     | Đường Văn Tông                                    | Đô hộ                               | Điền Tảo        | 835      |
| 26     | Đường Văn Tông                                    | Đô hộ                               | Mã Thực         | 836-840  |
| 27     | Đường Vũ Tông                                     | Kinh lược sứ                        | Vũ Hồn          | 841-843  |
| 28     | Đường Tuyên Tông                                  | Đô hộ                               | Bùi Nguyên Dụ   | 846-848  |
| 29     | Đường Tuyên Tông                                  | Đô hộ                               | Điền Tại Hựu    | 849-850  |
| 30     | Đường Tuyên Tông                                  | Đô hộ                               | Thôi Cảnh       | 851-852  |
| 31     | Đường Tuyên Tông                                  | Đô hộ                               | Lý Trác         | 853-855  |
| 32     | Đường Tuyên Tông                                  | Đô hộ                               | Lý Hoàng Phủ    | 856-857  |
| 33     | Đường Tuyên Tông                                  | Đô hộ                               | Tống Nhai       | 857      |
| 34     | Đường Tuyên Tông                                  | Kinh lược sứ                        | Vương Thức      | 858-859  |
| 35     | Đường Ý Tông                                      | Đô hộ                               | Lý Hộ           | 859-860  |
| 36     | Đường Ý Tông                                      | Kinh lược sứ                        | Vương Khoan     | 861      |
| 37     | Đường Ý Tông                                      | Kinh lược sứ                        | Sái Tập         | 862-863  |
| 38     | Đường Ý Tông                                      | Kinh lược sứ                        | Tống Nhung      | 863      |
| 39     | Đường Ý Tông                                      | Kinh lược sứ (từ 866 là Tiết độ sứ) | Cao Biền        | 864-866  |